# Слободан Ракитић
Слободан Ракитић (Власово, код Рашке, 30. септембар 1940 — Београд, 1. јануар 2013) био је српски песник, есејиста и политичар. Као песник, био је представник поетске метафизике. Ракитић је био председник Удружења књижевника Србије и председник Српске књижевне задруге.

## Биографија
Дипломирао је на Филолошком факултегу у Београду. Уређивао је књижевне часописе Савременик и Рашка. Био је члан прве редакције која је покренула лист Књижевна реч (1972). Од 1973. године запослен је на Коларчевом народном универзитету, као уредник катедре за књижевност и језик.
Слободан Ракитић је био опозиционар тадашњој власти. Посланик на листи Српског покрета обнове у првој вишестраначкој скупштини Србије (1991—1992), народни посланик у Савезној скупштини СР Југославије (1993—1994), председник Удружења књижевника Србије од 1994. до краја 2004. године. Био је председник и оснивач Саборне народне странке.
Ракитић је мисаони лирски песник, са изразитим осећањем за историју, културу и традиционалне вредности. Његова поезија, лирскоинтимистичка, елегична, рефлексивна и религиозна, настоји песнички да одговори на вечна питања живота и смрти, положаја појединца и историјског, колективног страдања. Ракитићев песнички говор изразито је метафизички, племенит - претежно неосимболистички. Његове песме тематско-мотивски и обликовно кореспондирају са старом богослужбеном књижевношћу. (М. К.)
Преминуо је у Београду после кратке и тешке болести 1. јануара 2013. Сахрањен је 4. јануара 2013. у Алеји заслужних грађана на Новом гробљу у Београду.
Песме су му превођене на више језика.

## Признања
- Награда „Милан Ракић”, за књигу Земља на језику, 1974.
- Награда „Исидора Секулић”, за књигу Жудња за југом, 1981.
- Награда „Бранко Миљковић”, за књигу Основна земља, 1988.
- Награда „Кондир Косовке девојке”, 1994.
- Награда „Лаза Костић”, за сабрана дела, 1995.
- Дучићева награда, за књигу Изабране и нове песме, 1998.
- Награда „Златни крст кнеза Лазара”, 1998.
- Октобарска награда града Београда, за књигу Тапије у пламену, за 1990.
- Награда „Драинац”, за књигу Тапије у пламену, 1991.
- Награда „Песничко успеније”, 2002.
- Награда „Змај Огњени Вук”, за књигу Песме, 2002.
- Награда „Стефан Првовенчани”, 2006.

## Дела
Књиге песама
- Светлости рукопис (1967)
- Рашки напеви (1968)
- Свет нам није дом (1970, друго допуњено издање 1979)
- Земља на језику (1973)
- Песме о дрвету и о плоду (1978)
- Жудња за југом (1981)
- Потомак (1982)
- Основна земља (1988), допуњено издање 1989. и 1990)
- Тапије у пламену (1990, друго издање 1991)
- Душа и спруд (1994)
- Изабране песме (1998)
- Поезија романтизма југословенских народа, зборник (1978)
- Изабрана дела у пет књига(1994)

Књиге есеја
- Од Итаке до привиђења (1985)
- Облици и значења (1994)